# Internet Explorer 11
Windows Internet Explorer 11 (abreviado como IE11) é a versão mais recente do Internet Explorer que foi desenvolvido pela Microsoft. Ele é o sucessor do Internet Explorer 10. Foi lançado oficialmente em 17 de outubro de 2013 para o Windows 8.1 e em 7 de novembro de 2013 para o Windows 7. A versão mobile do Internet Explorer 11 já vem pré instalada no Windows Phone 8.1 e Windows 10 (mobile).

## Mudanças
IE11 suporta SPDY somente no Windows 8.1. Aprimoramentos de JavaScript, suporte de mídia criptografada e um editor de HTML melhorado.
IE11 também foi observada para usar menos memória com várias abas abertas do que as versões contemporâneas de Chrome e Firefox.

## Recursos removidos
- IE11 removeu o suporte para document.all and attachEvent.[3]
- Guias Rápidas (Ctrl + Q)[4]
- Comando Trabalhar offline removido do menu Arquivo.[5]
- Arrastar e soltar do conteúdo selecionado do IE para outros programas como o Word ou o WordPad.
- Capacidade de visualizar todos os cookies de uma só vez através de Ferramentas de Desenvolvimento.

## História
Embora uma compilação interna do IE11 foi divulgada em 25 de março de 2013, a sua primeira versão preview não foi formalmente lançado até junho de 2013, durante a conferência de Build 2013, junto com a versão pré-lançamento do Windows Server 2012 R2 e do Windows 8.1. Em 25 de julho de 2013, a Microsoft lançou a prévia do Internet Explorer 11 para o Windows 7 e Windows Server 2008 R2.